# Phaeoseptoria phalaridis
Phaeoseptoria phalaridis är en svampart som först beskrevs av Trail, och fick sitt nu gällande namn av R. Sprague 1943. Phaeoseptoria phalaridis ingår i släktet Phaeoseptoria och familjen Phaeosphaeriaceae.   Inga underarter finns listade i Catalogue of Life.